# Андровка (Бердянский район)
А́ндровка (укр. Андрівка) — село,
Андровский сельский совет,
Бердянский район,
Запорожская область,
Украина.
Код КОАТУУ — 2320680501. Население по переписи 2001 года составляло 1426 человек.
Является административным центром Андровского сельского совета, в который, кроме того, входят сёла
Полоузовка и
Трояны.

## Географическое положение
Село Андровка находится на берегу реки Кильтичия,
выше по течению на расстоянии в 3 км расположено село Полоузовка,
ниже по течению примыкает село Трояны.
Рядом проходит железная дорога, станция Трояны в 1-м км.

## История
- 1862 — дата основания села на месте бывшего ногайского поселения Канджегалы болгарами-переселенцами из Бессарабии.

## Экономика
ОАО "Ореховский карьер формовочных материалов".

## Объекты социальной сферы
- Школа.
- Детский сад.
- Дом культуры.
- Больница.
- Почта.

## Достопримечательности
- Братская могила советских воинов.